# Звучна заштита
Звучна заштита, звучна изолација или акустична изолација је скуп мера којим се обезбеђује да звук (бука) при преносу од извора до места пријема, односно, у објекту из једног у други простор, буде ослабљен.
Звучна заштита објекта се реализује погодним пројектованим решењем и распоредом просторија односно извођењем звучне изолације конструкција и заштитом од буке.
Звучна заштита у спољашњем простору обезбеђује се просторним и акустичким планирањем, урбанистичким решењем, звучним (акустичким) баријерама и др. Добра термоизолација обично добро утиче на звучну заштиту.

## Подела
Звучна заштита се дели (по месту изолације) на:
- звучну заштиту објеката (зграде, објекти високоградње) и
- звучну заштиту у спољашњем простору.